# Django Reinhardt
Jean »Django« Reinhardt [džángo rejnárt], francoski jazzovski kitarist in skladatelj sintskih korenin, * 23. januar 1910, Liberchies, Pont-à-Celles, Belgija, † 16. maj 1953, Fontainebleau, Francija.
Reinhardt velja za enega od najboljših kitaristov vseh časov, ki je pomembno prispeval k razvoju jazzovskega stila igranja na kitaro. Zaradi trajne ohromitve prstanca in mezinca leve roke, ki je bila posledica opeklinske poškodbe, je za solistično igranje uporabljal samo kazalec in sredinec. Tako je razvil popolnoma novi stil jazzovske kitarske tehnike (včasih imenovane hot jazz guitar), ki je postal del glasbene tradicije v kulturi francoskih sintov. Skupaj z violinistom Stéphanom Grappellijem je leta 1934 ustanovil zasedbo Quintette du Hot Club de France, katero je glasbeni kritik Thom Jurek označil kot »eno od najbolj izvirnih bendov v zgodovini jazza«.
Leta 1946 je v okviru turneje v Združenih državah Amerike nastopal z D. Ellingtonom in njegovim orkestrom kot poseben gost. Sodeloval je tudi z drugimi pomembnimi glasbeniki in skladatelji, kot je Maury Deutsch, na koncu svoje turneje pa je dvakrat nastopal v znameniti dvorani Carnegie Hall v New Yorku.
Najbolj priljubljene Reinhardtove skladbe so postale tudi jazzovski standardi, kot so Minor Swing, Daphne, Belleville, Djangology, Swing 42 in Nuages.